# Jolki novyje
Jolki novyje (russisk: Ёлки новые, da.: Jolki 6) er en russisk spillefilm fra 2017.

## Medvirkende
- Ivan Urgant - Boris Vorobjov
- Sergej Svetlakov - Jegenij
- Dmitrij Nagijev - Jurij Semjonovitj Vnukov
- Julija Aleksandrova - Marina
- Anton Bogdanov - Denis Jevgenievitj
- Sergej Puskepalis